# رخصة برمجيات حرة

سلسلة ترخيص البرامج المجانية وبعض الأمثلة على البرامج بموجب تلك التراخيص.

رخصة حرة (بالإنجليزية: Free-software license)‏ هي رخصة تطبق على أي منتج، ما يسمح للمستعمل بالحصول على بعض الحقوق عند الاستعمال والتعديل والنشر. كما يمنح حقوق للإدماج في منتج آخر. ومن جهة أخرى تفرض على المستعمل واجبات.

## تعريف
تمنح الرخصة الحرة لأي شخص أو هيئة، بكل مكان وأي زمان، أربع إمكانيات وهي:
- إمكانية استعمال المنتج لأغراض مختلفة.
- إمكانية دراسة المنتج لأن شفرة البرنامج (source code) متاحة.
- إمكانية توزيع نسخ من المنتج.
- إمكانية التعديل ونشر التعديلات.

مس هذا النوع من الرخص بصورة أساسية المنتجات الفنية والإبداعية من جهة، ومن جهة أخرى التطبيقات البرمجية.

## نشأة الرخصة الحرة
يعد ريتشارد ماثيو ستيلمان مبتكر الرخصة الحرة للسماح بتبادل مصادر البرمجيات.

## لبس شائع

### الحر والمجاني
يخلط الكثير بين المنتج الحر والمجاني. مع أن المنتج الحر تطبعه صفة المجانية غير أن الأمر ليس كذلك دائما. ومن جهة أخرى المنتج المجاني لا يوفر غالبا كل مزايا المنتج الحر.
الرخصة الحرة لا تمنع من تقاضي ثمن للحصول على منتج أو الخدمات مرتبطة به. مع الاحتفاظ بكل الحقوق عند الحصول على المنتج.

### حر وتوزيع حر
ظهرت رخص أخرى تسمع بالتوزيع الحر، وهي ليست رخصا حرة. ولكن تسمح على الأقل بنسخة المنتج لغاية غير تجارية. وهو الشائع في عالم الموسيقى.

## أهم الرخص الحرة
- « GPL General Public License »
- « GPL Lesser General Public License »
- BSD (Berkeley software distribution)
- Apache
- بعض رخص Creative Commons
- رخصة الفن الحر
- Mozilla Public License (MPL)

### بعض الرخص الأخرى
تعددت الرخص الحرة :
- Academic Free License: AFL
- Apache License, Version 2.0: AL20
- Apache Software License: ASL
- Apple Public Source Licenses: APSL
- BSD License: (BSD)
- Common Public License: CPL
- Licence CEA CNRS INRIA Logiciel Libre Version 2.0: (CeCILL)
- Eiffel Forum Licence Version 2.0: EFL version 2
- Eclipse Public License (EPL)
- GNU General Public License: (GNU GPL)
- GNU Affero General Public License: (GNU AGPL)
- GNU Lesser General Public License: (GNU LGPL)
- IBM Public License: IBMPL
- Intel Open Source License: IOSL
- Mozilla Public License Version 1.0: MPL10
- Mozilla Public License Version 1.1: MPL11
- Netscape Public License, Version 1.0: NPL10
- Netscape Public License, Version 1.1: NPL11
- Open Software License: OSL
- PHP License: PHPL
- Perl Artistic Licence: PAL
- Python License (CNRI Python License): CNRIPL
- Python Software Foundation License: PSFL
- Sleepycat Software Product License: SL
- Sun Industry Standards Source License: SISSL
- Sun Public License: SPL
- World Wide Web Consortium (W3C) Software License
- wxWindows Library License: WXWLL
- zlib/libpng License: ZLL
- Zope Public License: ZPL